# Witse
Witse è una serie televisiva belga in lingua olandese prodotta dal 2004 da VRT e trasmessa dal canale Één. La serie racconta le vicende di Werenfried Witse, commissario di polizia a Halle, interpretato da Hubert Damen.
L'ultima stagione della serie, la nona, è andata in onda nel 2012 e l'ultimo episodio è stato trasmesso il 1º aprile dello stesso anno.

## Il personaggio Witse
Come descritto nella sceneggiatura dallo sceneggiatore originale Ward Hulselmans, non si sa molto sul background di Witse. Hubert Damen ha in parte basato il personaggio su qualcuno che conosceva, ma per il resto segue la sceneggiatura di Hulselmans.
Inizialmente, il nome di Witse era sconosciuto. In un episodio della quinta stagione, a Witse viene presentata la sua domanda di pensione, ma lui rifiuta di firmare e resta. Quei documenti erano intestati a "W. Witse". Nell'ultima stagione viene finalmente rivelato il suo nome: Werenfried.

## Colonna sonora
Johan Hoogewijs ha composto la musica di Witse. Ha tratto ispirazione dalla natura del Pajottenland e ovviamente anche dal personaggio "Witse".
All'esecuzione della musica hanno preso parte diverse persone, tra cui Toots Thielemans, che ovviamente ha utilizzato la sua armonica.
Anche la musica del film è stata interamente creata da lui e distribuita da MovieScore Media.